# 豊中市立熊野田小学校
豊中市立熊野田小学校（とよなかしりつ くまのだしょうがっこう）は、大阪府豊中市赤阪一丁目にある公立小学校。西側に豊中市立第三中学校が隣接する。

## 沿革
- 1874年（明治7年）4月 - 豊島郡第二区二番小学校として創立。
- 1878年（明治11年）8月 - 熊渓小学校に改称。
- 1887年（明治20年）4月 - 熊渓尋常小学校に改称。
- 1893年（明治26年）1月 - 熊野田尋常小学校に改称。
- 1934年（昭和9年）9月21日 - 室戸台風の暴風雨により木造校舎が倒壊。死傷者多数（翌日の新聞報道の時点で死者5人、負傷30人）[1]。
- 1936年（昭和11年）10月 - 熊野田尋常高等小学校に改称。
- 1941年（昭和16年）4月 - 豊中市八坂国民学校に改称。
- 1947年（昭和22年）4月 - 豊中市立熊野田小学校に改称。
- 1948年（昭和23年）4月 - 給食開始。
- 1962年（昭和37年）8月 - プール・給食室竣工。
- 1967年（昭和42年）3月 - 校歌制定。
- 1968年（昭和43年）2月 - 体育館兼講堂竣工。
- 1974年（昭和49年）4月 - 豊中市立泉丘小学校を分離。
- 2002年（平成14年）3月 - エレベーター設置工事完了。

## アクセス
- 阪急バス 「熊野町1丁目」から西へ50m、または「熊野田小学校前」から北東へ300m（参照）

## 出身者
- 辻岡正人（映画監督・俳優）
- 北原遥子（元宝塚歌劇団雪組、女優）※3年1学期まで在学歴あり